# 秘魯體育大學
秘魯體育大學（西班牙語：Universitario de Deportes），一般稱為大學隊（Universitario）或La "U"，是一支位於利馬的秘魯足球會，現時於秘超作賽。他們是秘魯最成功的足球會，於1924年成立，當時名為體育聯盟。他們於2000年落成能容納8萬人的大球場。他們已經贏過26次秘超冠軍，是秘魯球會之最，亦是首支殺入南美自由盃決賽的秘魯球會

## 榮譽
- 秘魯足球甲級聯賽

 冠軍 (28)： 1929, 1934, 1939, 1941, 1945, 1946, 1949, 1959, 1960, 1964, 1966, 1967, 1969, 1971, 1974, 1982, 1985, 1987, 1990, 1992, 1993, 1998, 1999, 2000, 2009, 2013, 2023, 2024
 亞軍 (15)： 1928, 1932, 1933, 1940, 1955, 1965, 1970, 1972, 1978,1984, 1988, 1995, 2002, 2008, 2020